# Болест на Бинсвангер
Болестта на Бинсвангер, позната още като субкортикална левкоенцефалопатия, е вид деменция на малките съдове, причинена от увреждането на бялото мозъчно вещество. Атрофията на бялото вещество може да се дължи на различни неща, като хронична хипертония и възрастови промени. Болестта се характеризира със загуба на памет, нарушение на екзекутивните функции и промени в настроението. Обикновено първите симптоми се появяват между 54 и 66 години и най-често са когнитивен упадък или мозъчен инсулт.
През 1894 г. Ото Бинсвангер я описва за пръв път, а през 1902 г. Алоис Алцхаймер използва термина „Болест на Бинсвангер“. Въпреки това Олшевски остава в историята на болестта с най-много принос за съвременните изследвания, които започват още през 1962 г.

## История
През 1894 г. Бинсвангер е първият, който твърди, че атрофия, причинена от съдова недостатъчност, може до доведе до деменция. Той описва пациент с деменция, която прогресира бавно, като едновременно с това се наблюдава субкортикална атрофия на бялото вещество, разширение на вентрикулите, афазия, хемианопсия и хемипареза. Той нарича тази болест „хроничен и прогресивен субкортикален енцефалит“. Бинсвангер не е имал микроскопични доказателства, поради което много от съвременниците му не са вярвали на неговите открития и са смятали, че сифилисът е първопричината за мозъчната увреда. Докато през 1902 г. Алцхаймер добавя към труда на Бинсвангер патологична находка, която потвърждава и обобщава неговите идеи и хипотези.
В края на 19 век съдовата деменция е усилено изучавана, но учените около 1910 г. са причислявали болестта на Бинсвангер към другите субкортикални и кортикални деменции, обобщавайки всички като старческа деменция, независимо от по-ранните изследвания и усилия тя да се отдели от останалите. През 1962 г. Дж. Олшевски публикува обширен литературен обзор, обхващаш всички налични литератури сведения за болестта на Бинсвангер. Той открива, че част от информацията в оригиналните сведения е неточна и даже някои от изследваните пациенти в тези случаи са имали невросифилис или друг тип деменция. Независимо от установените грешки Olszewksi заключава, че болестта на Бинсвангер съществува като вид церебрална атеросклероза. През 1974 г. отново бива въведен терминът мултиинфарктна деменция и всички съдови деменции са били групирани в една категория. Поради тази причина специфични наименования на подвидовете съдови деменции, включително и болестта на Бинсвангер, са изчезнали. И така до 1992 г., когато диагностичните центрове на болестта на Алцхаймер създават специфични критерии, известни като исхемична скала на Хашински, която става стандартна при диагностиката на мултиинфарктна или съдова деменция.
Трудностите при обособяването на болестта на Бинсвангер и фактът, че много години е била пренебрегвана като заболяване, ни карат да смятаме, че много от тези пациенти са били погрешно диагностицирани като болни от Алцхаймер. Това ни дава основание да вярваме, че болестта на Бинсвангер е много по-често срещана в популацията, отколкото се е твърдяло.

## Неврологични промени
Болестта на Бинсвангер е вид субкортикална съдова деменция, причинена от атрофията на бялото вещество в мозъка. Но атрофията на бялото мозъчно вещество сама по себе си не води до появата на болестта, за това са нужни и сведения за деменция от субкортикален тип.
Поради нарушението или спирането на кръвоснабдяването в части на мозъка и промяната в пластичността на артериите, хистологично се наблюдава обширна и неравномерна загуба на аксони и миелин, придружена от изразена глиоза и загуба на тъкан. Мозъчните поражения, дължащи се на напредналата атеросклероза, е възможният патомеханизъм.
Съдове, които снабдяват подкоровата бяла материя, са разклонения на съдовете, които кръвоснабдяват базалните ганглии, капсула интерна и таламуса. Това е област, описана като податлива на наранявания. Хроничната хипертония нанася щети, защото променя налягането в гладките стените на съдовете и води до промени в диаметъра им. Артериолите могат да станат пропускливи, разрушавайки кръвната мозъчна бариера. Доказано е, че болестта на Бинсвангер засяга кръвоносните съдове в областта на подкорието, без да уврежда микроциркулацията и капилярите, което може да я разграничи от болестта на Алцхаймер.

## Когнитивен статус
Между кортикалната и субкортикалната деменция има значими различия. Кортикалната атрофия на кортекса води до засягане на корови функции като памет, реч и семантични познания, докато при субкортиналната се засягат менталната флексибилност, кодирането на информация, както и настъпват личностни и емоционални промени. Напредването на болестта на Бинсвангер корелира с екзекутивния дефицит, но епизодичната и декларативната памет са в очакваната норма. Екзекутивните функции са мозъчни процеси, отговорни за планирането, флексибилността, разбирането на правила, инициацията на подходящото действие с потискане на неподходящото и избора на релевантната сензорна информация. Много научни проучвания сравняват менталния упадък на пациенти с болестта на Бинсвангер с този, дължащ се на болестта на Алцхаймер. Установено е, че пациентите с Бинсвангер правят хиперкинетични персеверативни грешки на тест за графична последователност, като те повтарят едни и същи движения, без да им е дадена такава инструкция. Докато пациентите с Алцхаймер правят семантични персеверации, като вместо да напишат дума, те рисуват предмета, който представлява думата.

## Симптоми
Симптомите включват ментален упадък, нарушение на речта, преходна исхемична атака, мускулна атаксия и нарушени движения, включително промяна в походката, забавеност в движенията и променена стойка. Тези симптоми са придружени от чести падания, епилепсия, припадъци и инконтиненция.
Тъй като Бинсвангер засяга скоростта на обработка на информация и влошава концентрацията, способността за справяне с ежедневните задачи, като разпределянето на бюджета, готвенето и шофирането стават много трудни.

## Диагноза
Обикновено диагнозата на Бинсвангер се поставя на базата на скенер, ЯМР и протонна ядрено магнитна спектрография. Индикациите включват нарушения, лезии или загуба на плътността на централното бялото вещество, уголемяване на вентрикулите и левкоариоза (ЛА) Създаден е Mini Mental Test (MMT) за прецизна и точна оценка на когнитивното нарушение, дължащото се на съдова деменция сред различните култури.

### Резултати от образното изследване
Най-характерната образна находка, присъща за болестта на Бинсвангер, е ЛА. Въпреки това, ЛА се среща и при много други болести, даже и при здрави пациенти, които са над 65 години.
Не се знае дали ЛА и менталният спад имат причинно-следствена връзка. Последните изследвания показват, че различни видове ЛА могат да засегнат мозъка по различен начин и че протонна ядрено магнитна спектрография може да допринесе значително за диференцирането, диагностицирането и лечението на различните видове. Данните за промени в бялото вещество описани на ЯМР и КТ не могат сами по себе си да доведат до поставянето на диагноза, но могат значително да допринесат в процеса на диагностициране. Има много заболявания, сходни с болестта на Бинсвангер, включително синдрома на CADASIL и болестта на Алцхаймер, поради което промените в бялото вещество трудно водят до поставянето на точната диагноза. Най-добрият начин за диагностициране на болестта на Бинсвангер е от екип от специалисти, включително невролог и психиатър, които да изключат други психиатрични и неврологични заболявания. Поне две различни технологични системи са необходими, за да могат лекарите успешно да отчетат изразените промени в бялото вещество, придружаващи деменцията и нейния стадий.
Повече от водещите проучвания днес се правят с цел по-ефективно диагностициране. Много от изследователите разделят ЯМР на две или четири части. На всяка от частите се дава оценка за степента на засягане на бялото вещество или левкоариозата. Изследванията показват, че при по-висок резултат има по-голям спад в скоростта на обработка на информация, екзекутивните функции и постиженията на процедурални задачи. При други проучвания се използват компютри за преброяването на хиперденсните пиксели на ЯМР, с цел: изчисляване на процента атрофия на бялото вещество. Тези и подобни сведения показват корелация между количеството изменения на бялата материя и снижените постижения на задачи, свързани с психомоторните функции, екзекутивния контрол и процесите на внимание. Една нова магнитно-резонансна технология, наречена образна диагностика с измерима чувствителност (SWI), позволява по-добро отчитане на измененията на бялото вещество.

## Прогноза
Болестта на Бинсвангер няма лечение и се наблюдава най-тежкото нарушение от всички съдови деменции. Най-добрият начин е да се обърне внимание на съдовите рискови фактори, като хронична хипертония или диабет, които са причината, водеща до снижено оросяване в мозъка. Открито е, че съществуващите лекарства за Алцхаймер, Донепезил (пазарно наименование „Арицепт“) може да помогне на пациенти с болестта на Бинсвангер. Донепезил увеличава ацетилхолина в мозъка, посредством инхибирането на ацетилхолинестераза, ензимът който разгражда ацетилхолина. Това лекарство може да подобри паметта, бодростта и способността за справяне със задачи. Ако не се комбинират различни лечения, болестта ще продължи да се влошава с напредването на възрастта поради нарастващата атрофия на бялото вещество, което остава водещата причина за тази болест.